# Edificio del Storting
El edificio del Storting (en noruego: Stortingsbygningen) es la sede del Storting, el parlamento de Noruega, situado en el centro de Oslo. Situado en el 22 de Karl Johans gate, fue inaugurado el 5 de marzo de 1866 y fue diseñado por el arquitecto sueco Emil Victor Langlet.

## Historia
Tras la creación del Parlamento de Noruega en 1814, que se produjo en una casa privada propiedad de Carsten Anker en Eidsvoll, el parlamento empezó a reunirse en la Escuela de la Catedral de Oslo en Tollbodgaten y Dronningsgate. Desde 1854, empezó a usar el gran salón de la Real Universidad Federicana. Sin embargo, pronto aparecieron propuestas para construir un edificio propio del parlamento. El parlamento votó en contra de una propuesta del gobierno para construir un edificio en 1833, pero en 1836 empezaron los trabajos para construir un edificio permanente. Se consideraron doce parcelas en el centro de Oslo, situadas entre el Palacio Real y la Estación Este de Oslo. El gobierno decidió construir en el Parque del Palacio, y el parlamento lo aprobó. Sin embargo, posteriormente el gobierno decidió comprar la parcela actual en su lugar, y el parlamento lo aprobó en 1857.

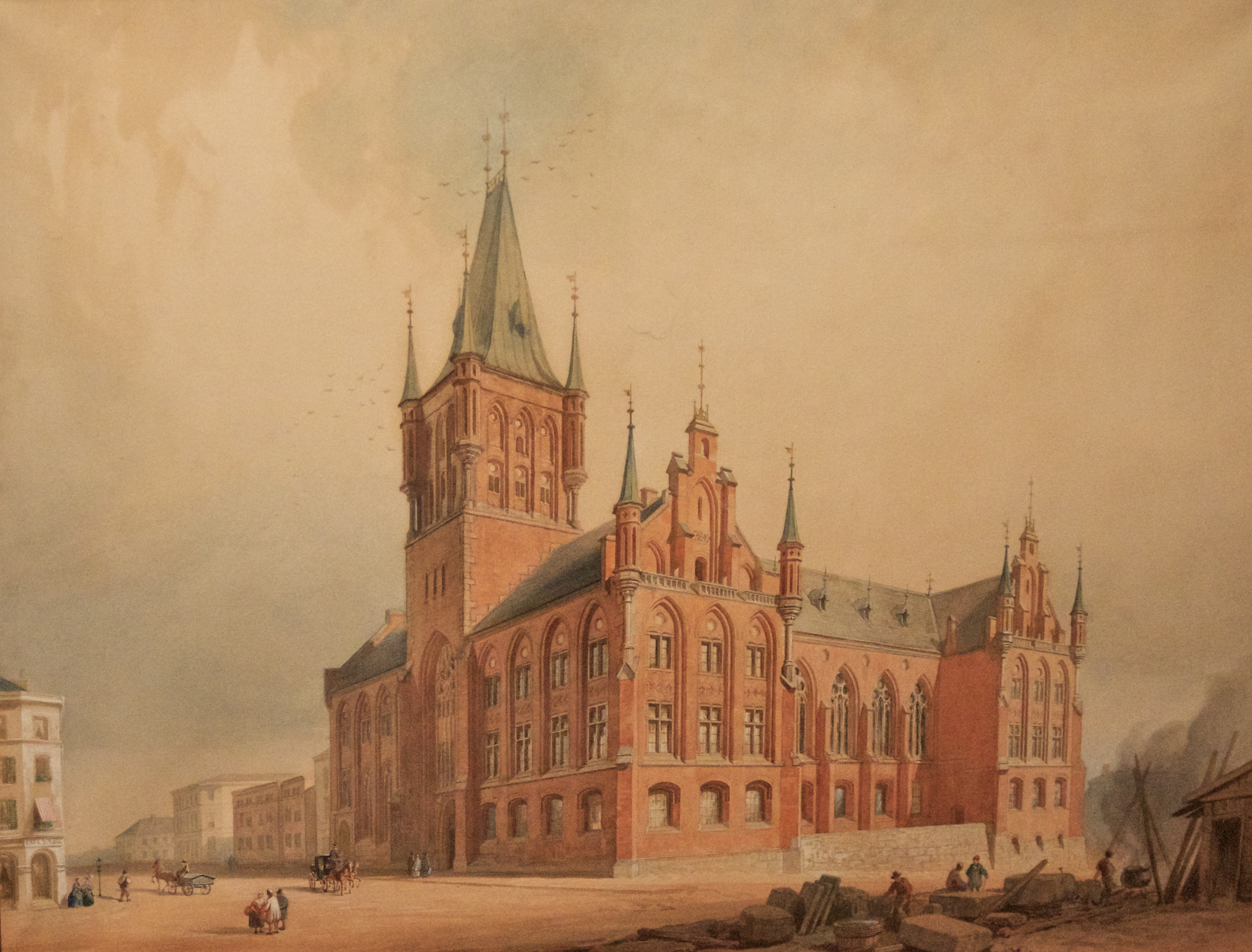
La propuesta de Heinrich Ernst Schirmer y Wilhelm von Hanno que ganó el concurso de 1856, pero fue rechazada finalmente por el Storting.

La siguiente discusión estaba relacionada con la arquitectura del nuevo edificio. Se realizaron varias propuestas, y se han conservado doce de estas. En 1856 se inició un concurso de arquitectura, que fue ganado por los arquitectos Heinrich Ernst Schirmer y Wilhelm von Hanno. Sin embargo, el Storting decidió rechazar la propuesta debido a que se parecía demasiado a una iglesia. En su lugar, se escogió una propuesta del arquitecto sueco Emil Victor Langlet por 59 contra 47 votos el 18 de mayo de 1860. La construcción empezó el 3 de agosto de 1860, y la primera piedra se puso el 10 de octubre de 1861. El edificio costó 957 332 coronas. El parlamento se trasladó al nuevo edificio el 5 de marzo de 1866.
Inicialmente, el edificio era demasiado grande para las necesidades del parlamento, por lo que también albergaba algunas otras agencias del gobierno, como la Oficina del Auditor General de Noruega, los Archivos Nacionales, la Autoridad de Cartografía y Catastro y la Dirección de Canales. Dado que el parlamento se ha expandido desde entonces, estas agencias se han trasladado fuera del edificio.

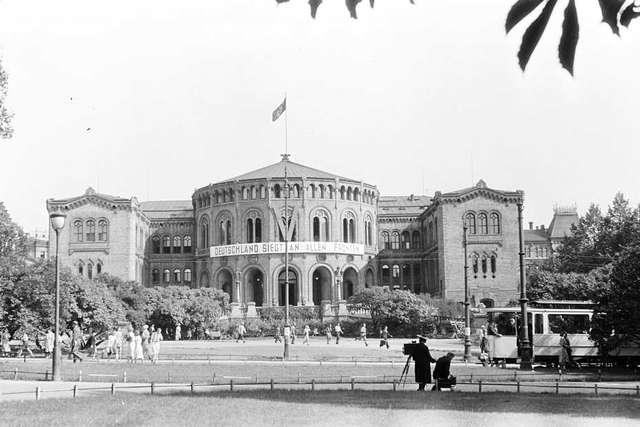
El edificio del parlamento ocupado por los alemanes en 1941.

Durante la invasión alemana de Noruega el 9 de abril de 1940, el Storting se trasladó y celebró dos reuniones, una en un cine en Hamar y otra en un instituto en Elverum. El resto de reuniones durante la Segunda Guerra Mundial se celebraron en el extranjero. Durante la guerra, el edificio fue ocupado por las fuerzas alemanas, y en un primer momento se usó como cuartel. Posteriormente, se trasladó al edificio el Reichskommissar Josef Terboven y su equipo. La Cámara del Lagting fue reformada, se bajó el techo y el interior se redecoró con paneles de caoba y un estilo funcionalista.
Entre 1951 y 1959, se construyó un edificio de oficinas de cuatro plantas en la parte trasera del edificio. El patio fue rellenado y se amplió el hemiciclo. Estas obras fueron dirigidas por el arquitecto Nils Holter. En 1872, el parlamento compró Prinsens gate 26, en 1988 compró Akersgata 21, en 1993 Nedre Vollgate 20, en 1997 Nedre Vollgate 18 y en 1999 Tollbugaten 31. El parlamento también alquila oficinas en Akersgata 18.

## Arquitectura

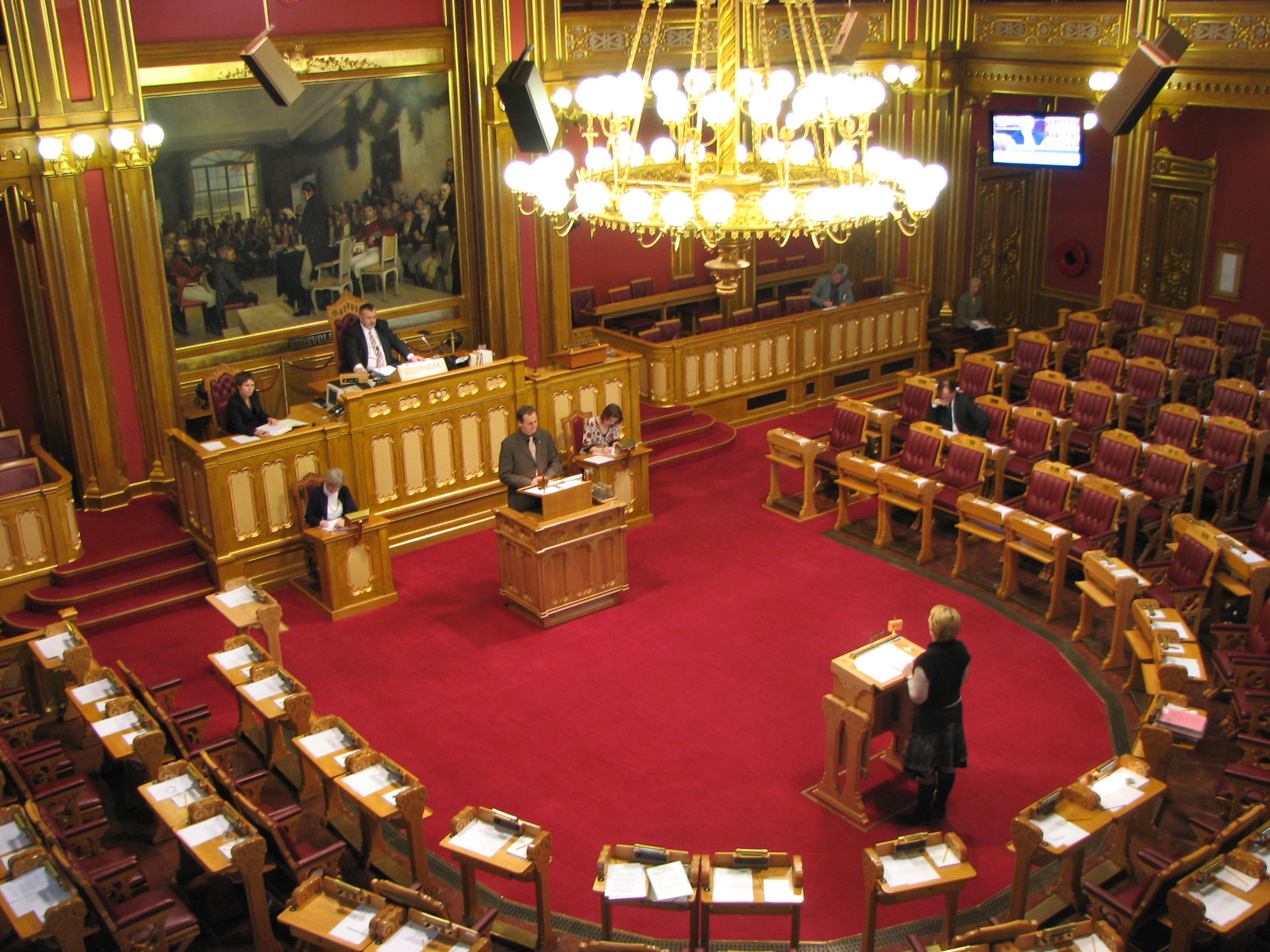
Interior del hemiciclo.

El edificio está construido en ladrillos amarillos con detalles y un sótano de granito gris claro. Es una combinación de varios estilos, incluidas inspiraciones de Francia e Italia. Un elemento característico del edificio es que el hemiciclo está situado en la sección semicircular de la parte delantera del edificio en lugar de en el centro. La parte posterior del edificio es igual que la parte delantera, con el hemiciclo del ahora abolido Lagting. El interior del edificio también fue diseñado por Langlet.